# Ippazio
Ippazio  è un nome proprio di persona italiano maschile.

## Varianti
- Maschili: Ipazio[2]
- Femminili: Ippazia[1][2], Ipazia[2]

### Varianti in altre lingue
- Catalano: Hipaci[3]
- Greco antico:  Ὕπατος (Hypatos)[4], Hypatios[1]
  - Femminili: Ὑπατία (Hypatia)[5][6]
- Latino: Hypatius[1]
- Russo: Ипатий (Ipatij)[4]
  - Ipocoristici: Патя (Patja)[4]
- Spagnolo: Hipacio[3]

## Origine e diffusione
Continua il nome greco ‘Υπατος (Hypatos), derivato dal termine ‘υπατος (hypatos), "altissimo", "elevatissimo", "supremo", "migliore", che fu tra l'altro un epiteto di Zeus; alcune fonti lo interpretano quindi con "dal supremo carattere" o "sommo", "illustre". Il nome venne portato da diversi santi e altri personaggi storici, ma è forse più noto nella sua versione femminile grazie alla figura di Ipazia, filosofa e matematica del V secolo, linciata da una folla di cristiani ad Alessandria d'Egitto.
In Italia, negli anni settanta, risultava accentrato nel Leccese con circa ottocento occorrenze (per tre quarti maschili), per via del culto locale del santo vescovo di Gangra, che è patrono di Tiggiano.

## Onomastico
L'onomastico si può festeggiare in memoria di diversi santi, alle date seguenti:
- 3 giugno, sant'Ipazio, martire assieme ad altri compagni a Bisanzio[3][8]
- 17 giugno, sant'Ipazio di Bitinia, abate ed eremita a Calcedonia[8][9]
- 18 giugno, sant'Ipazio, soldato, martire a Tripoli in Fenicia assieme a Leonzio (che lo convertì) e Teodulo[8]
- 20 settembre, sant'Ipazio, vescovo, martire con Asiano e Andrea a Costantinopoli sotto Leone l'Isaurico[8][9]
- 14 novembre, sant'Ippazio, vescovo di Grangra, martirizzato in Paflagonia da eretici novaziani[8][9]

## Persone

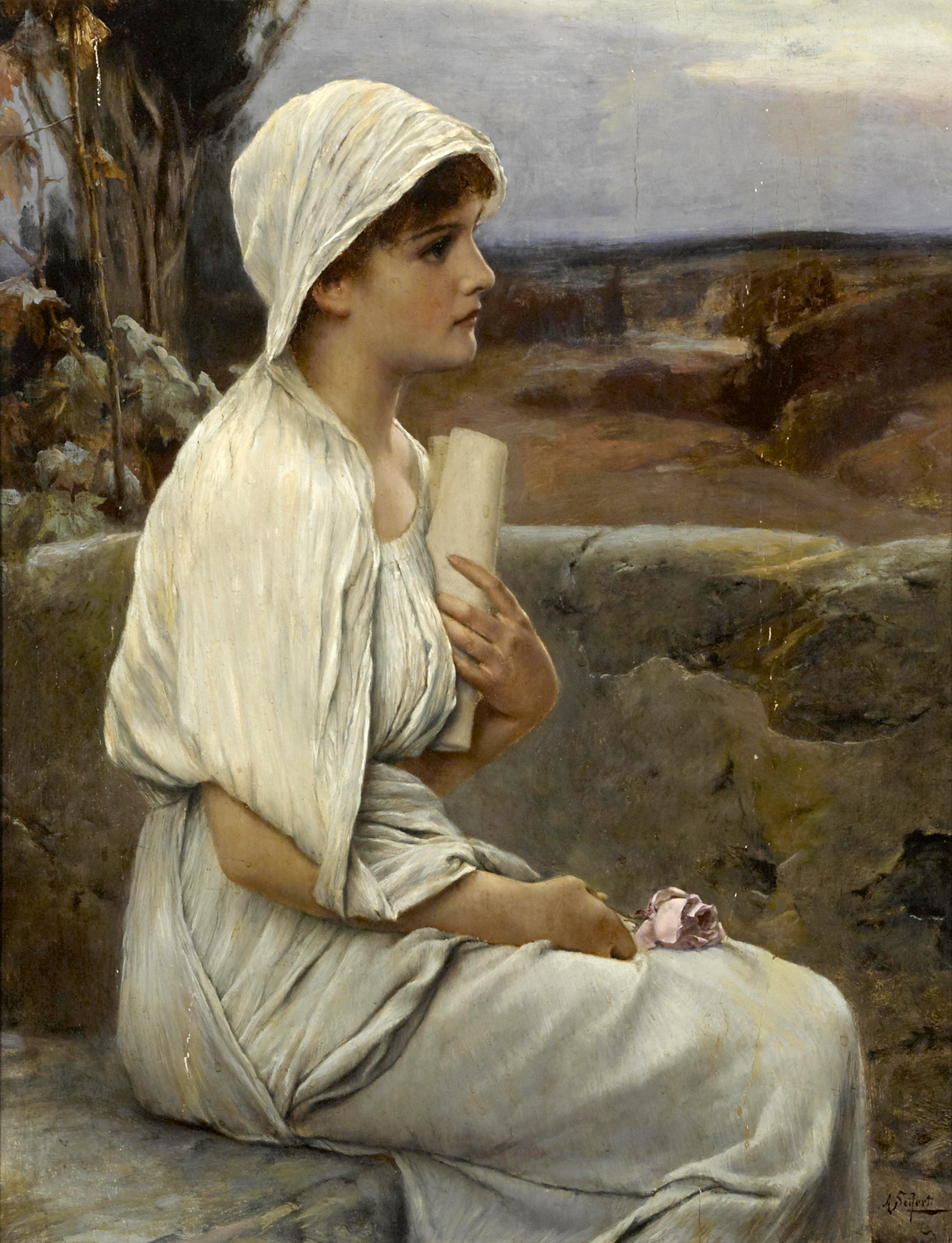
Ipazia

- Ippazio di Gangra, vescovo anatolico
- Ippazio Stefano, politico italiano

### Variante Ipazio
- Ipazio, politico e militare bizantino
- Ipazio, politico romano

### Variante femminile Ipazia
- Ipazia, matematica, astronoma e filosofa greca antica

## Il nome nelle arti
- Ippazio Calogiuri è un personaggio della serie televisiva Imma Tataranni - Sostituto procuratore.